# Eyre Mountains/Taka Rā Haka Conservation Park
Der Eyre Mountains/Taka Rā Haka Conservation Park ist ein Naturschutzpark in der Region Southland auf der Südinsel von Neuseeland. Der Park untersteht dem Department of Conservation.

## Geographie
Der Eyre Mountains/ Taka Rā Haka Conservation Park befindet sich mit seiner nordöstlichsten Spitze rund 5 km westlich des Lake Wakatipu und mit seinem südwestlichsten Punkt rund 32 km östlich von Te Anau. Die größte Stadt in der Region Southland, Invercargill, ist rund 90 km südlich zu finden. Der Park, der sich über eine Fläche von 65.160 Hektar ausdehnt, erstreckt sich in Südwest-Nordost-Richtung über eine Länge von rund 52 km und misst an seiner breitesten Stelle ca. 30 km. Der Eyre Peak befindet sich am nördlichen Rand des Conservation Park und ist mit seinen 1969 m noch Teil der Parks.
Der Mavora Lakes Conservation Park grenzt nur wenige Kilometer nordwestlich des Parks an.

## Geschichte
Der Park wurde am 15. Juni 2005 durch den für den Naturschutz zuständigen Minister Chris Carter eröffnet.